# Helmut Köhler (Politiker)
Helmut Köhler (* 1928 in Kemberg, Kreis Wittenberg; † 14. September 2009 in Nürnberg) war ein deutscher Politiker (SPD).
Nach dem Besuch der Oberschule und dem Abitur in Wittenberg war Köhler als Maurer tätig. Er ging an die Ingenieur-Schule Berlin-Neukölln und war ab 1952 Diplom-Ingenieur. Danach war er bis 1990 Angestellter in einem Planungsbüro. Er arbeitete dort bei der Industrieprojektierung für Berlin, war Statiker und Konstrukteur sowie Abteilungs- und Bereichsleiter.
Im Juni 1990 wurde Köhler Mitglied der SPD. Von 1990 bis 1994 saß er im Landtag Brandenburg. Er wurde im Wahlkreis Fürstenwalde II direkt gewählt.